# آزادشده
آزادشده (انگلیسی: Out) یک مجموعه تلویزیونی درام و جنایی بریتانیایی به کارگردانی جیم گدارد است که در سال ۱۹۷۸ منتشر شد. از بازیگران این سریال می‌توان به تام بل، هیو فریزر، برایان کاکس و برایان مارشال اشاره کرد. این سریال در زمان نمایشش بسیار محبوب و میانگین بینندگانش ۱۰ میلیون نفر بود.